# Pedro Fernández
Pedro Fernández (Guadalajara, 28 de setembro de 1969) é um ator e cantor mexicano.

## Discografia
- 2013: Cachito de Cielo
- 2012: No Que No
- 2010: Hasta Que el Dinero Nos Separe
- 2009: Amarte a la antigua
- 2008: Dime mi amor
- 2006: Escúchame
- 2002: De corazón
- 2001: Mi cariño
- 2000 : Yo no fui
- 1998: El Aventurero
- 1997: Tributo a José Alfredo Jiménez
- 1997: Un mundo raro
- 1996: Deseos y delirios
- 1995: Pedro Fernández
- 1994: Mi forma de sentir
- 1993: Lo mucho que te quiero
- 1993: Buscando el paraíso
- 1991: Muñecos de papel
- 1990: Por un amigo más
- 1989: Vicio
- 1987: Querida
- 1986: El mejor de todos
- 1985: Es un sábado más
- 1984: Delincuente
- 1983: Coqueta
- 1983: Pucheritos
- 1982: Rosa María
- 1982: La De Los Hoyitos
- 1981: Guadalajara
- 1981: Mis 9 Años
- 1980: La Mugrosita
- 1979: Mama solita
- 1978: La de la mochila azul

## Filmografia

### Cinema
- Derecho de Asilo (1993)
- Las Mil y Una Aventuras del Metro (1993)
- El ganador (1992)
- Comando de federales II (1992)
- Crónica de un crimen (1992)
- Trampa Infernal (1990)
- Un corazón para dos (1990)
- Había una vez una estrella (1989)
- Vacaciones de terror II (1989)
- Vacaciones de terror (1988)
- Pánico en la montaña (1987)
- Un sábado más (1985)
- Delincuente (1984)
- La niña de los hoyitos (1984)
- Coqueta (1983)
- Los dos carnales (1983)
- La Mugrosita (1983)
- Niño pobre, niño rico (1983)
- La mugrosita (1982)
- Como Si Fueramos Novios (1982)
- La niña de la mochila azul II (1981
- Allá en la Plaza Garibaldi (1981)
- Mamá solita (1980)
- El oreja rajada (1980)
- Amigo (1980)
- Garibaldi  (1979)
- La niña de la mochila azul (1979)

### Televisão
- Hasta el fin del mundo (2014-2015) .... Salvador Cruz
- Cachito de cielo (2012).... Padre Salvador Santillán
- Hasta que el dinero nos separe (2009-2010) .... Rafael Medina Núñez
- Buscando el paraíso (1993-1994) .... Julio
- Alcanzar una estrella II (1991) .... Jorge Puente
- Tal como somos (1987) .... Valerio Cisneros
- Juana Iris (1985) .... Juan Bernardo

## Prêmios e indicações
| Ano  | Categoria                | Telenovela/Causa               | Resultado |
| ---- | ------------------------ | ------------------------------ | --------- |
| 2012 | Melhor ator protagonista | Hasta que el dinero nos separe | Venceu    |
| 2012 | Melhor tema musical      | Hasta que el dinero nos separe | Indicado  |
| 2002 | Cantor de ranchera       | Prêmio especial                | Venceu    |
| 1994 | Melhor ator juvenil      | Buscando el paraíso            | Indicado  |
| 1994 | Melhor tema musical      | Buscando el paraíso            | Indicado  |
| 1986 | Revelação masculina      | Juana Iris                     | Indicado  |